# St. Johannis (Seelingstädt)

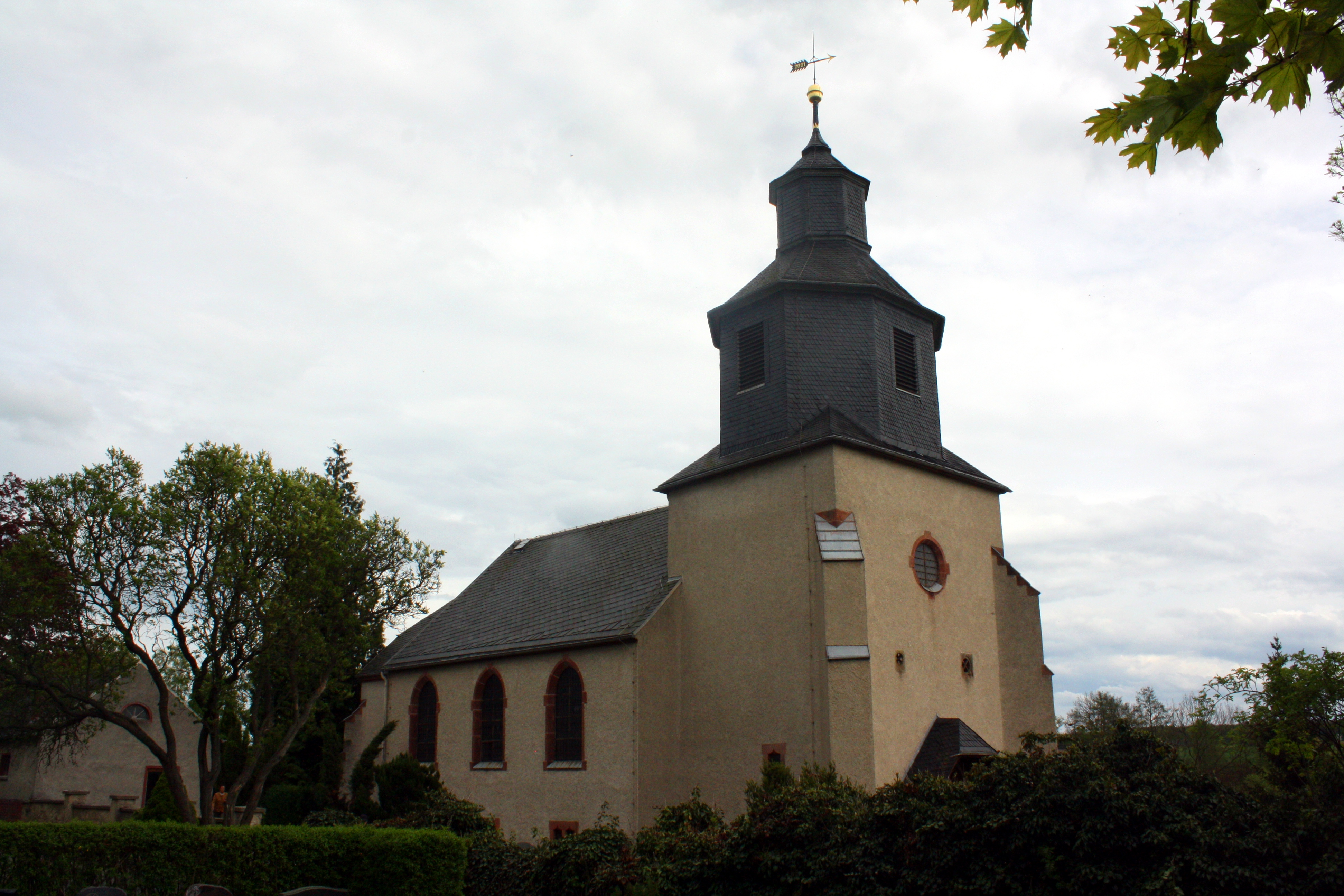
St. Johannis

Die evangelisch-lutherische denkmalgeschützte Kirche St. Johannis steht in Seelingstädt, einer Gemeinde im Landkreis Greiz von Thüringen. Aufgrund der früheren Zugehörigkeit zu Sachsen gehört die Kirchengemeinde Seelingstädt zum Kirchenbezirk Zwickau der sächsischen Landeskirche.

## Beschreibung
Die Saalkirche wurde im Jahr 1898 in ihrem heutigen Aussehen erbaut. Sie hat einen eingezogenen, quadratischen Chor und eine Sakristei. Nach Westen wurde ein neues Kirchenschiff an den östlichen ehemaligen Chorturm angebaut, der vom mittelalterlichen Vorgängerbau übernommen wurde. Nach Bauabschluss wurde das alte Kirchenschiff beseitigt. Die unteren Geschosse des Turms wurden stark verändert. An den Ecken erhielt er Strebepfeiler. Das dritte, achteckige und schieferverkleidete Geschoss aus Fachwerk wurde schon 1830 errichtet. Es trägt eine Haube, die von einer Turmkugel bekrönt ist.
Der Innenraum wurde durch eine sattelartig angelegte Decke bis in den Dachstuhl hinein erhöht. Der Chor wird mit einem Kreuzrippengewölbe überspannt. Vollständig erhalten ist die Kirchenausstattung aus der Erbauungszeit. Das Altarretabel trägt ein Gemälde vom Abendmahl Jesu. Eine Glasmalerei eines östlichen Fensters zeigt die Auferstehung Jesu Christi.